# Ramón Balcells Comas
Ramón Balcells Comas (ur. 6 sierpnia 1951 w Barcelonie) – hiszpański żeglarz sportowy, olimpijczyk. Jest synem Ramóna Balcellsa Rodóna.
W wieku 21 lat Ramón Balcells Comas uczestniczył na Letnich Igrzyskach Olimpijskich 1972 w Monachium. Brał wówczas udział w jednej konkurencji żeglarstwa, w klasie Soling,, gdzie wraz ze swoim ojcem, Ramónem Balcellsem Rodónem, a także z Juanem Llortem, zajął 9. miejsce. Były to jedyne igrzyska, w jakich Balcells Comas uczestniczył.